# 山名元之
山名 元之（やまな もとゆき、生没年不詳）は、室町時代の守護大名。伯耆守護。山名教之の4男、豊之、豊氏、之弘の弟、小太郎の兄。子に新九郎。通称は九郎（五郎とも）、官位は兵部少輔。
寛正8年（1465年）9月には「山名九郎」として見え、文明8年（1476年）頃からは伯耆守護だった兄之弘に代わって家督を継承、赤松政則の支援を受けて伯耆守護職に就任した。しかし、元之は山名氏と対立する赤松氏の影響を強く受けていたため、家督相続と守護就任には山名家中から強い反発が起こり、文明11年（1479年）には守護職を巡って甥の政之と対立し、内乱となった。
本家の当主山名政豊の支援を受けた政之に対して、元之は弟の小太郎や南条氏ら国人勢力と結び対抗したが、文明13年（1481年）8月には耐え切れず円山城より河村郡竹田谷に退き、赤松氏の領国美作へ逃れた。この戦いで南条下総入道、赤松氏家臣の中村五郎左衛門らが討死し、同年9月には西伯耆の法勝寺城などで抵抗していた元之党の残党も一掃され、一連の反乱は元之の敗北に終わった。美作逃亡後の消息は不明だが、息子の新九郎が登場する延徳元年（1489年）正月までの間に没したものと推察される。